# ميهاي نادين
ميهاي نادين (بالرومانية: Mihai Nadin)‏ هو عالم حاسوب وأستاذ جامعي روماني، ولد في 1938 في بوخارست في رومانيا.

## وصلات خارجية
- الموقع الرسمي